# Public Enemy
Public Enemy, også kendt som PE, er en hiphopgruppe fra Long Island, New York, som er kendt for deres politiske tekster, kritik af massemedierne og en fokusering på emner vedrørende sorte amerikanere.
Public Enemy blev dannet i 1986 af Chuck D, der efter at have udsendt nummeret ’Public Enemy No.1’ fik kontakt med Terminator X, Flavor Flav og Professor Griff.
Med albummet Yo! Bum Rush the Show fra 1987 blev Public Enemy hurtigt det mest omtalte navn i hiphop-verdenen. Chuck D’s militante retorik og Bomb Squads støjende produktioner blev dog først fuldbyrdet på It Takes A Nation of Millions to Hold Us Back (1988), hvor Chuck D for alvor fik udfoldet sine Malcolm X-inspirerede revolutionstanker
På Fear of a Black Planet (1989) satte Public Enemy en tyk streg under deres rolle som ‘de sortes CNN’. Med numre som ’Fight the Power’ og ’911 is a Joke’ skaffede gruppen sig også et større hvidt rockpublikum, der på efterfølgeren Apocalypse 91... (1991) fik deres slagsang med Anthrax-genindspilningen af ’Bring the Noise’.
Efterfølgende begyndte Public Enemy at miste taget i publikum. Hiphoppen udviklede sig hurtigere end gruppen, der dog med He Got Game (1998) genvandt en del af respekten i miljøet.
Efter nogle kontroverser med Def Jam skrev Chuck D kontrakt med internetselskabet Atomic Pop, der i 1999 udsendte MP3-albummet There’s a Poison Goin’ On. Det startede en internet-fascination, hvor Chuck D siden har udforsket nettets muligheder.
I 2002 udgav Public Enemy albummet Revolverlution, der på trods af gode intentioner var en skuffelse.
I 2005 udkom albummet New Whirl Odor og året efter Rebirth of a Nation – en titel der på bedste P.E.-vis er en slet skjult kommentar til D.W. Griffiths dybt racistiske filmklassiker fra 1915 The Birth of a Nation.

## Diskografi

### Studiealbums
- Yo! Bum Rush the Show (1987)
- It Takes a Nation of Millions to Hold Us Back (1988)
- Fear of a Black Planet (1990)
- Apocalypse 91... The Enemy Strikes Black (1991)
- Muse Sick-n-Hour Mess Age (1994)
- There's a Poison Goin' On (1999)
- Revolverlution (2002)
- New Whirl Odor (2005)
- How You Sell Soul to a Soulless People Who Sold Their Soul??? (2007)
- Most of My Heroes Still Don't Appear on No Stamp (2012)
- The Evil Empire of Everything (2012)
- Man Plans God Laughs (2015)
- Nothing Is Quick in the Desert (2017)
- Loud Is Not Enough (2020) (released under the name Enemy Radio)
- What You Gonna Do When the Grid Goes Down? (2020)

### Opsamlingsalbum
- Rebirth of a Nation with Paris (2006)

### Soundtrackalbum
- He Got Game (1998)